# 紅磡灣

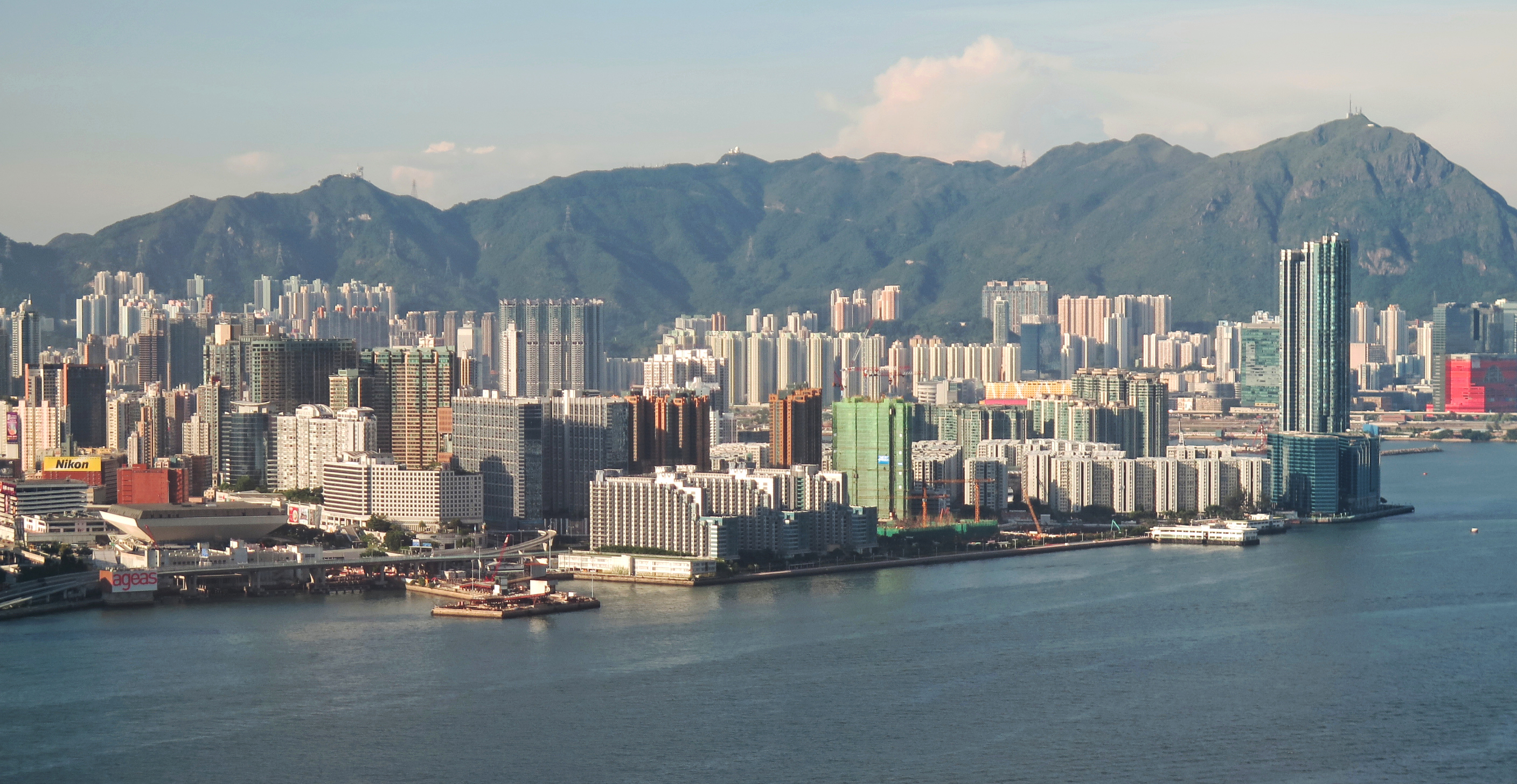
紅磡灣海旁

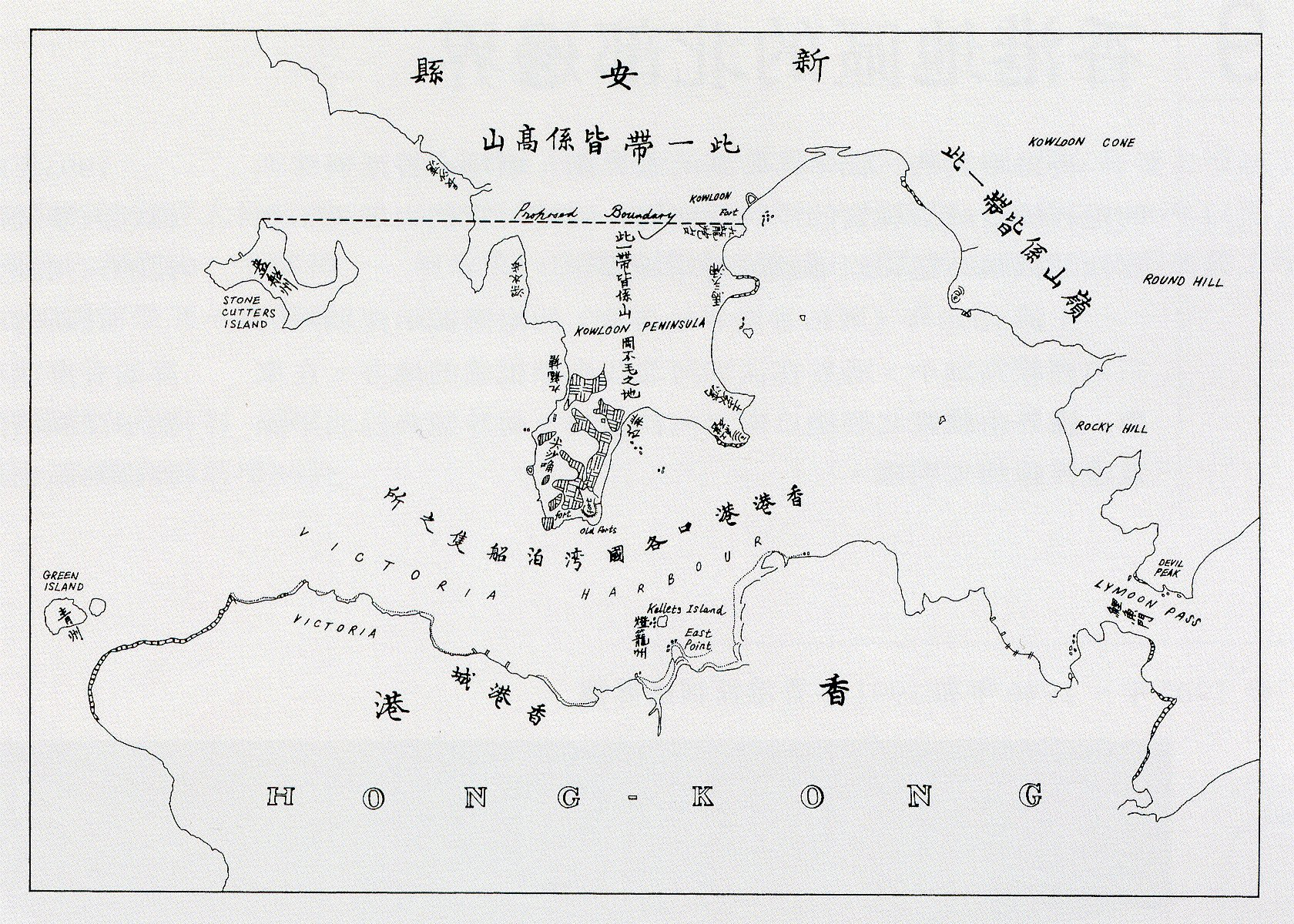
《北京條約》地圖，紅磡灣在尖沙咀和紅磡之間

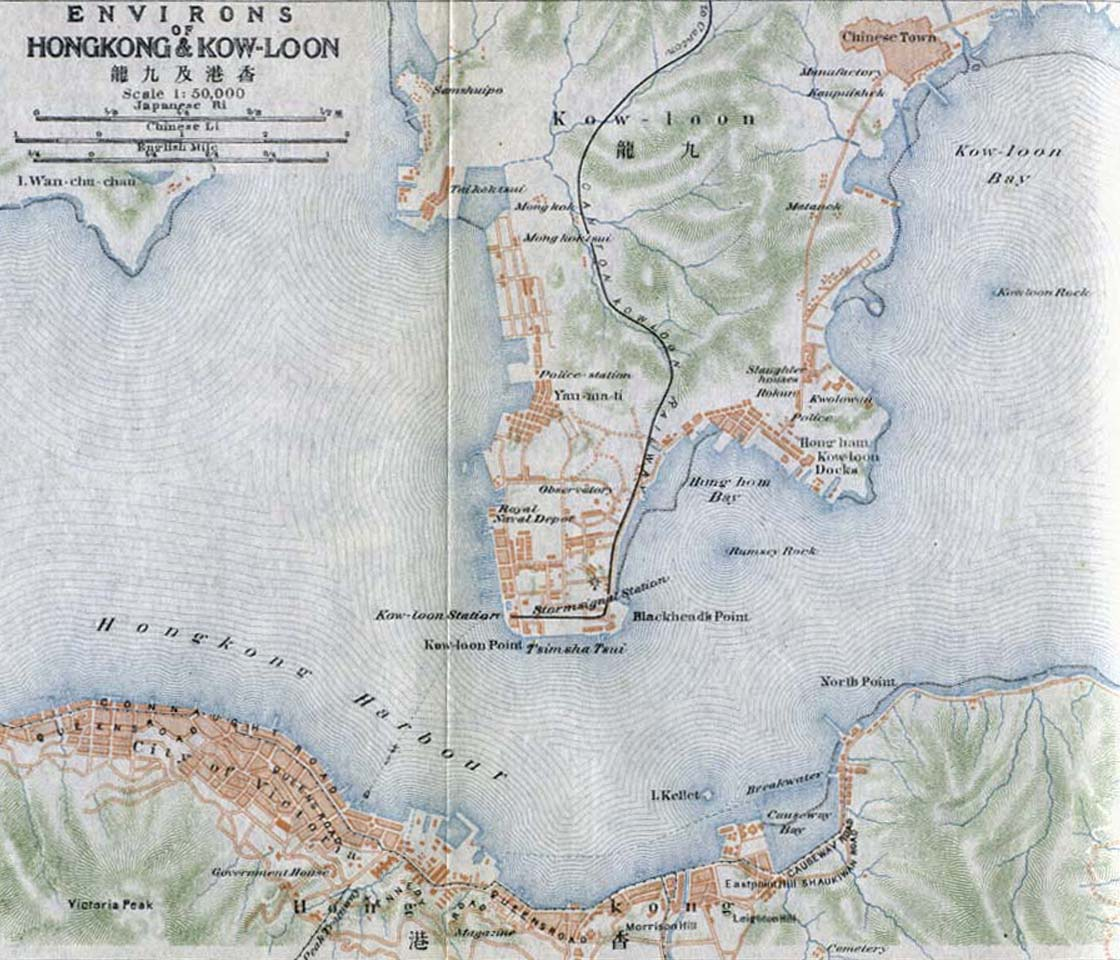
1915年的香港地圖，標示了紅磡灣的位置

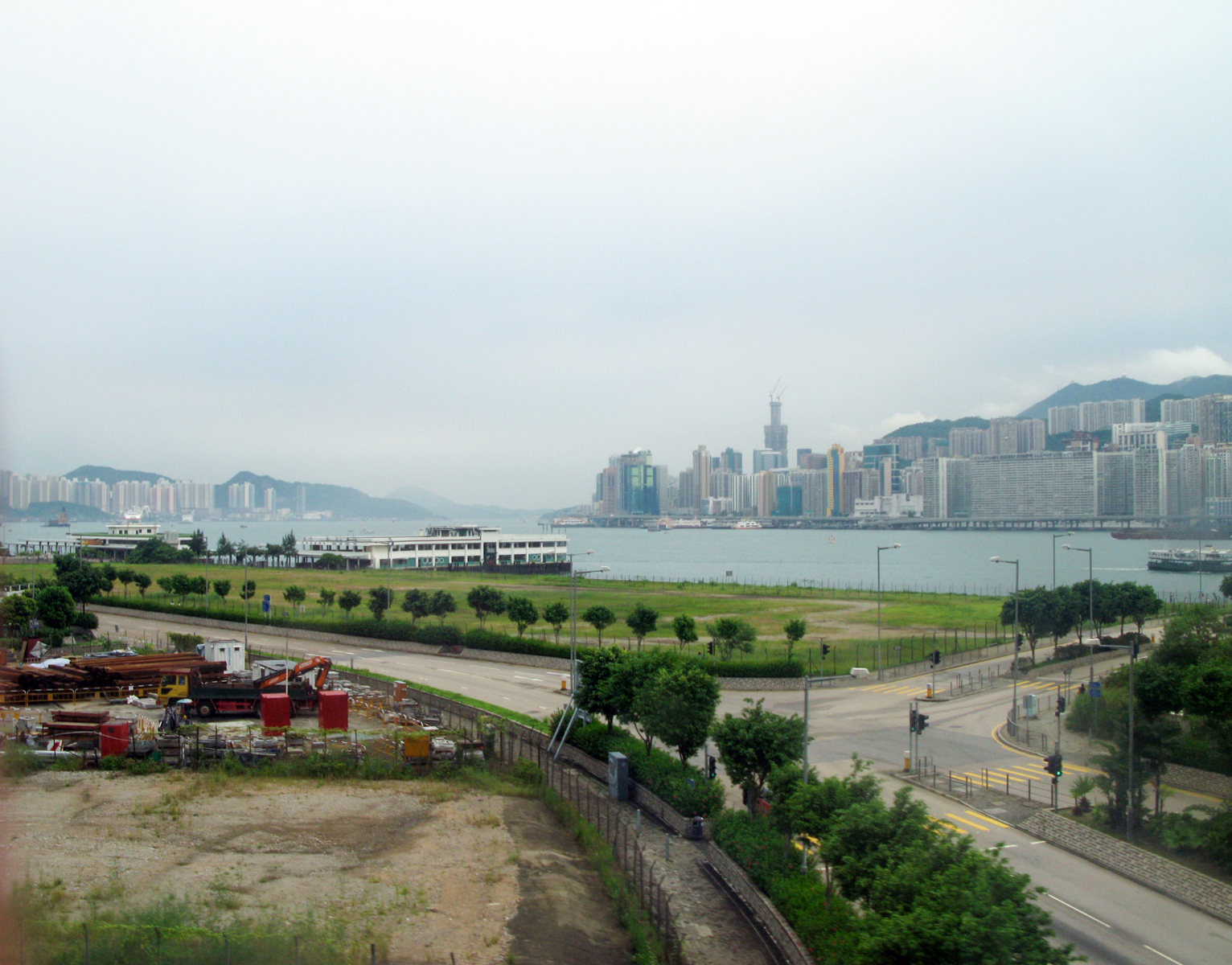
2007年的紅磡灣，前方土地於2014年興建商廈One HarbourGate及香港嘉里酒店

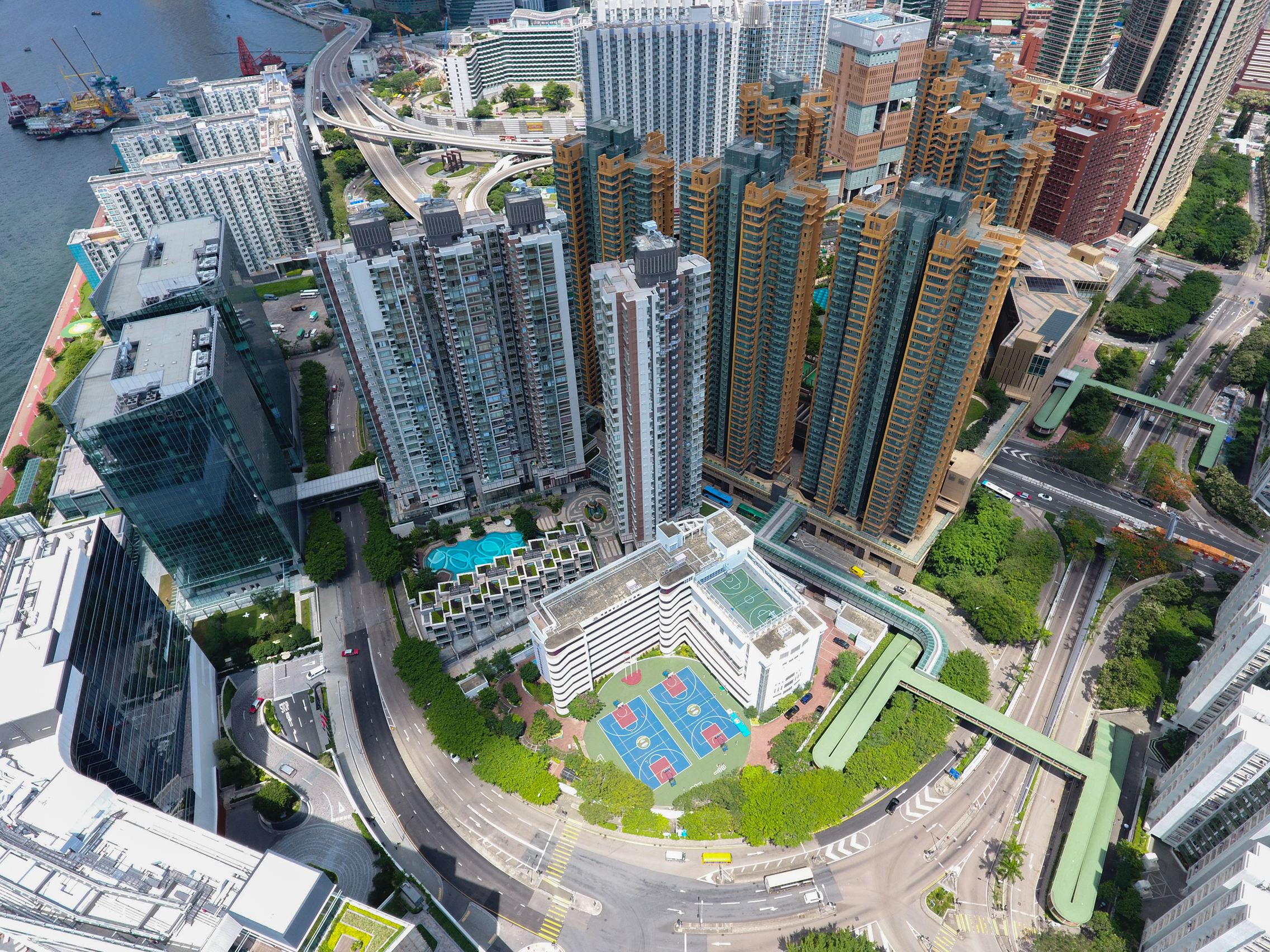
2017年的紅磡灣建築群

紅磡灣是香港昔日的一個海灣，位於九龍半島紅磡南部，連接維多利亞港與銅鑼灣至灣仔對望，毗鄰尖東及黃埔，行政上分別屬於九龍城區及油尖旺區。在填海工程進行之前，紅磡灣的範圍西至漆咸道南及暢運道，北至加士居道，東至溫思勞街及紅磡南道一帶。多次作出填海。1991至1994年政府繼續發展紅磡灣另一端填海計劃，把東陲剩餘凹入的灣角都填平，紅磡灣至此被填滿成陸地。現時所指的紅磡灣是由尖東至黃埔之間的土地，包括香港理工大學、紅磡站、香港體育館、國際都會、半島豪庭、海灣軒海景酒店、海韻軒海景酒店、One HarbourGate、維港·星岸、香港嘉里酒店、九龍海逸君綽酒店及海名軒等建築物，南陲土地正發展中。交通方面，紅磡碼頭於1991年搬到紅磡灣東邊的現址，而於1999年落成的紅磡繞道亦是位於紅磡灣。
由於屬於油尖旺區的部份和黃埔相距甚遠，反而靠近尖東，故不少人誤會該帶為尖東的一部份，以為只有屬於九龍城區的部份才是紅磡灣。

## 私人屋苑及服務式住宅

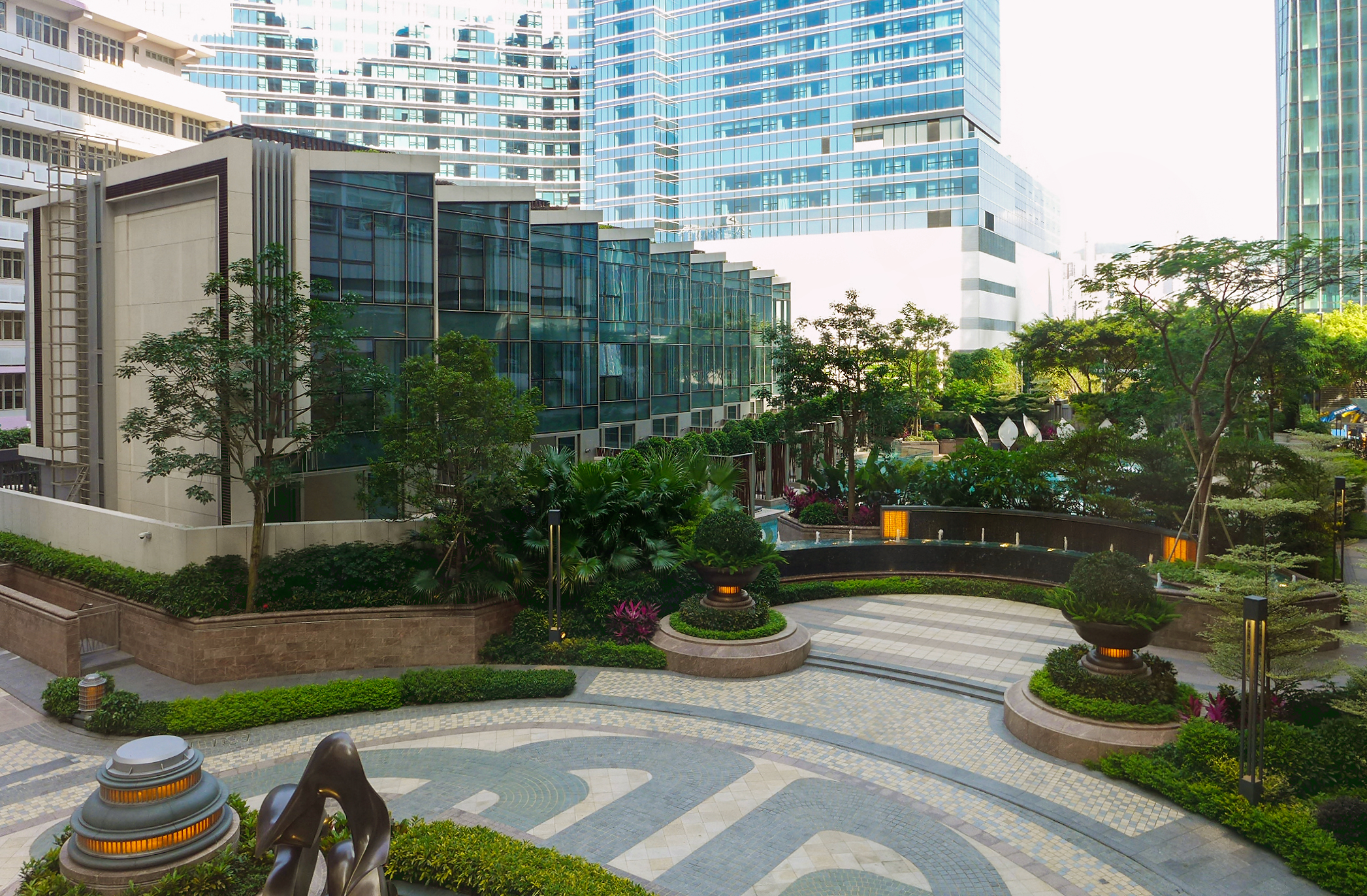
維港·星岸內園的9幢獨立式洋房Gardens by the Harbour為全區獨有的豪宅

由於紅磡灣新填海工程於1996年才正式完成，所以地處於紅磡灣的大廈都是屬區內的一個集合商廈、酒店及住宅集中地。紅磡灣一帶位處維多利亞港的繁華地段，規限較多，所以能成功投得紅磡灣地段的地產發展商不多，因此有不少近海旁地皮曾空置多年，現時只有長江實業和新鴻基地產能獲得投標興建私人屋苑及服務式住宅。
- 半島豪庭（2000年12月落成）
- 海名軒 （2002年8月入伙）
- 都會軒 （2002年11月落成）
- 海韻軒（2006年落成）
- 海灣軒（2007年落成）
- 海濱南岸（2002年落成，2008年完成翻新）
- 維港·星岸（2016年6月入伙）

## 酒店及商廈
- 國際都會
- 都會海逸酒店
- 九龍海逸君綽酒店

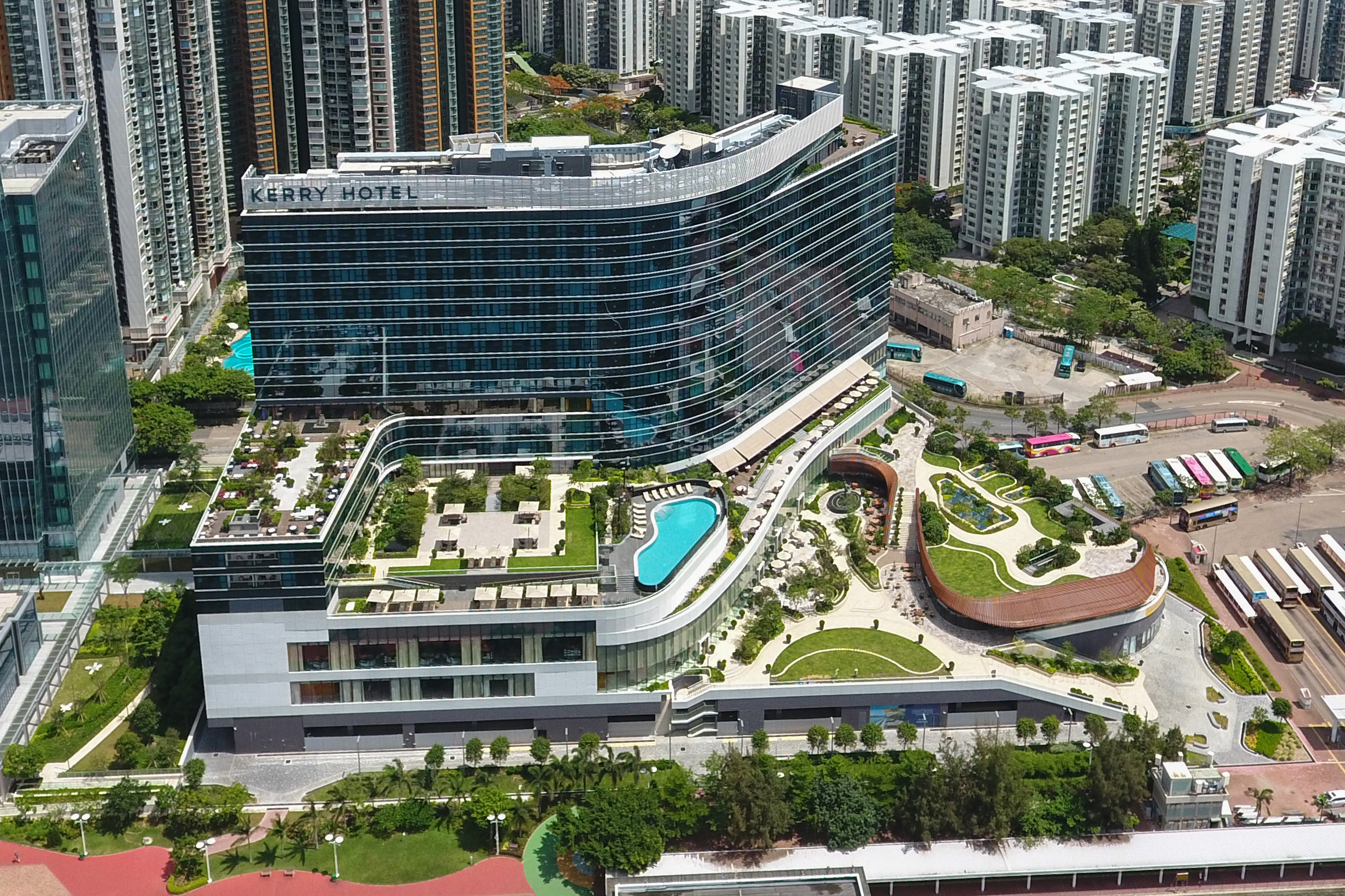
香港嘉里酒店
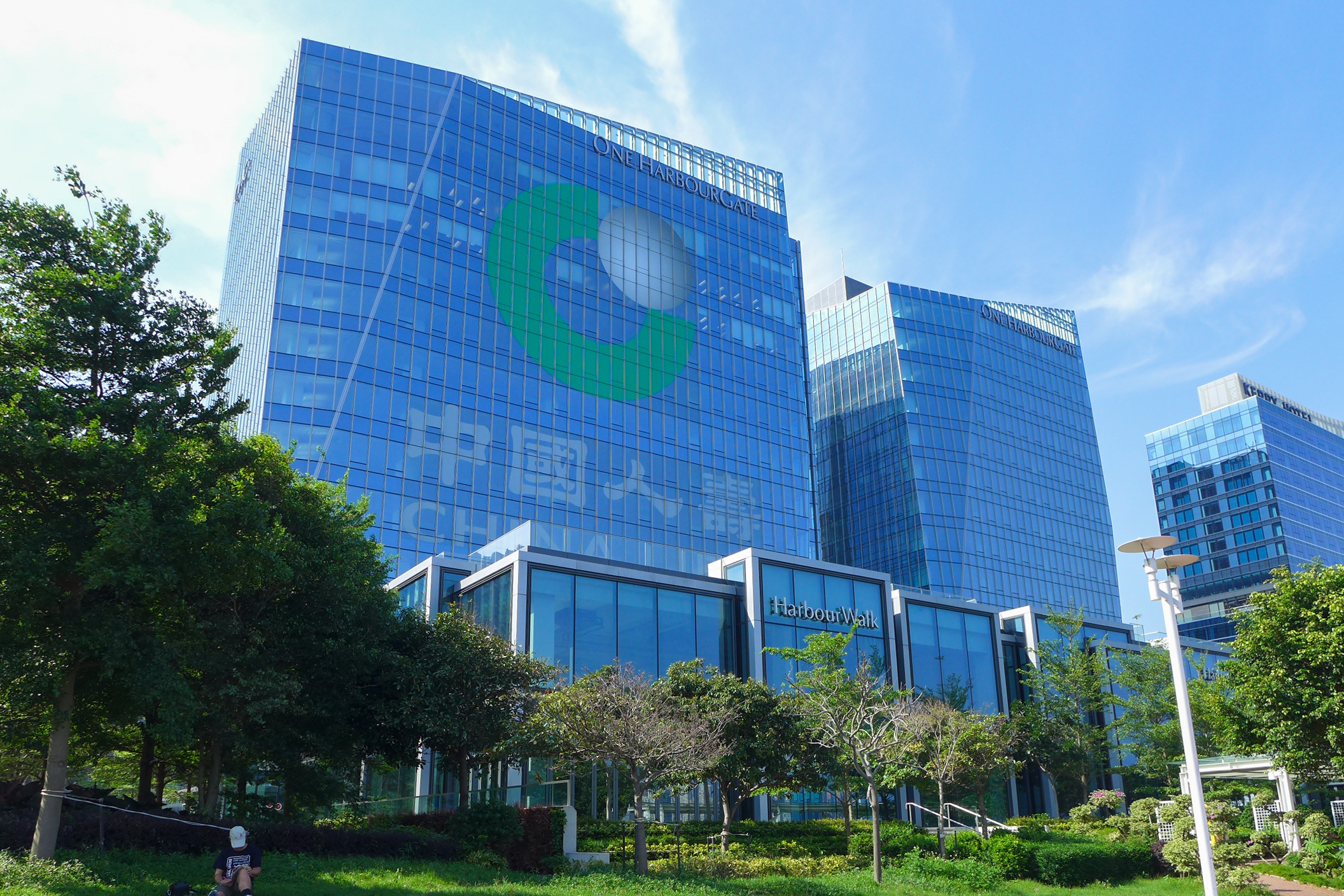
One HarbourGate
- 紅磡維景酒店
- 海名軒

- 香港嘉里酒店
- One HarbourGate

## 教育

### 大專院校
- 香港理工大學
- 香港專上學院

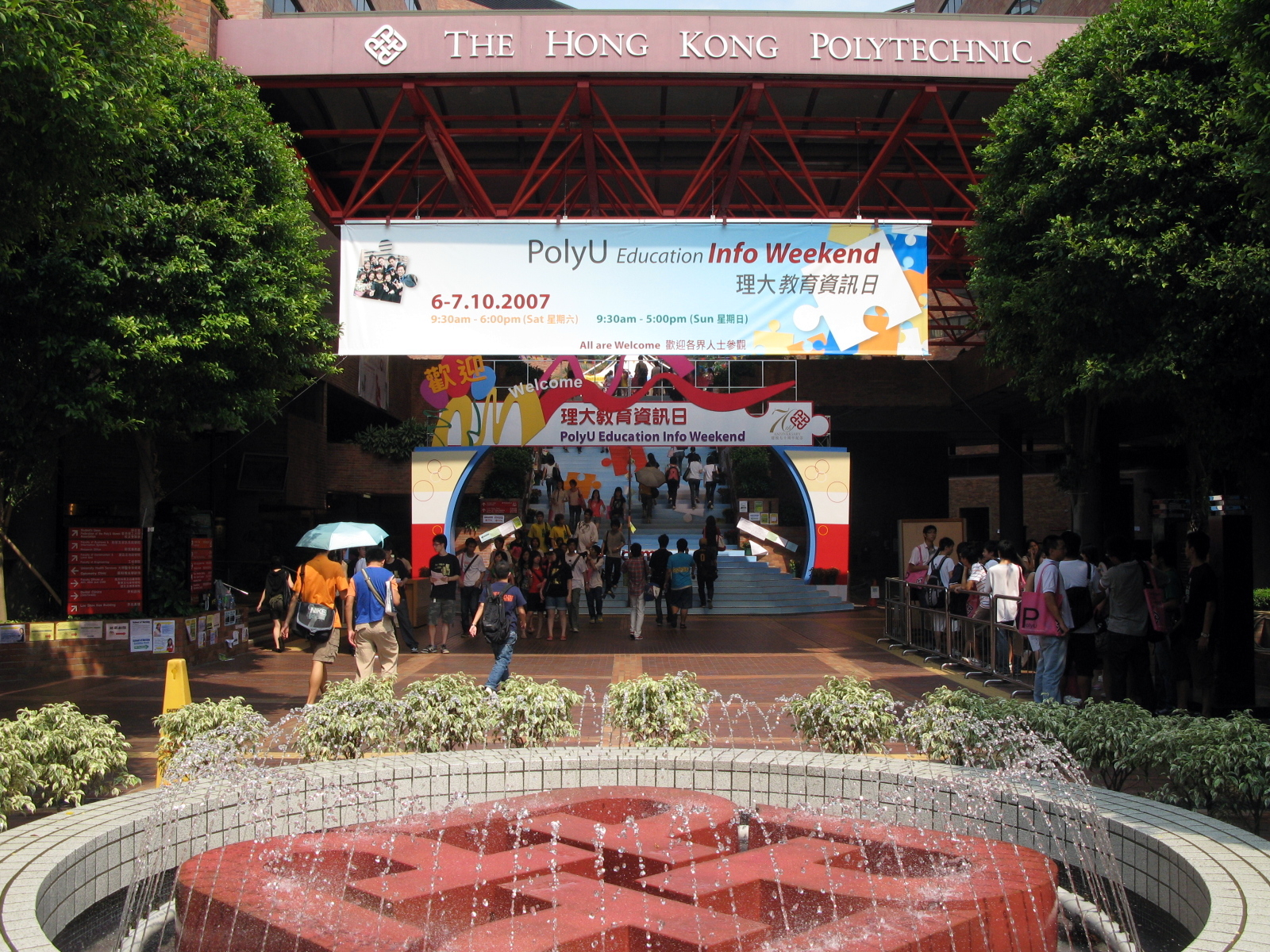
香港理工大學校園入口

- 香港理工大學及香港專上學院紅磡灣校舍（2007年落成）

### 基礎教育
- 馬頭涌官立小學（紅磡灣）

## 公共設施

### 商場

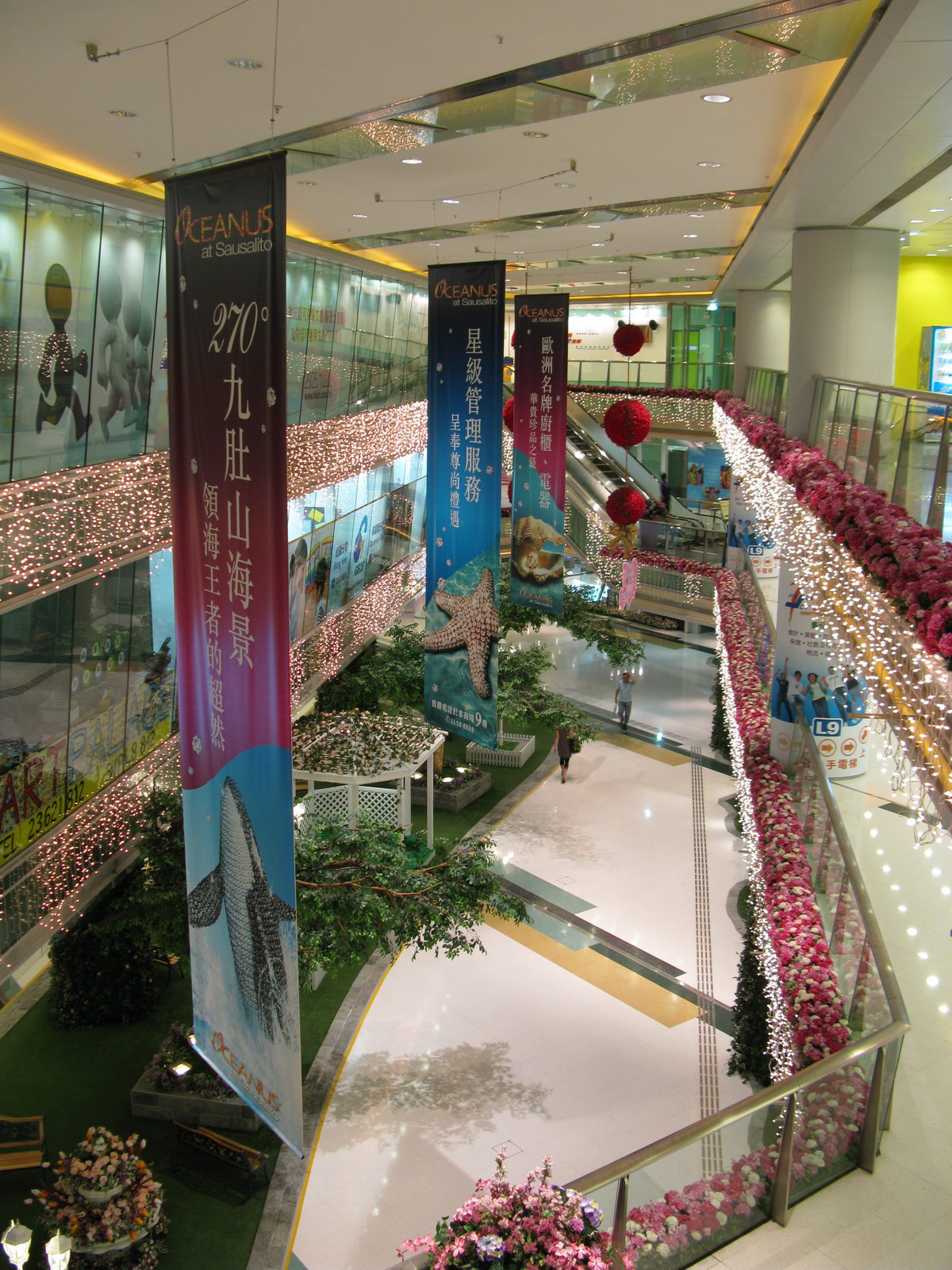
置富都會商場

- 置富都會

### 休憩設施
紅磡灣海旁設海濱花園，而根據規劃署在2008年初完成的紅磡地區研究，紅磡碼頭巴士總站將改為佔地2.2公頃的休憩用地，並以公私營合作方式發展。但政府會保留有關用地的擁有權，並會以合理的年期長期批租。發展局在2019年初收集市民及市場對公私營發展的意見。

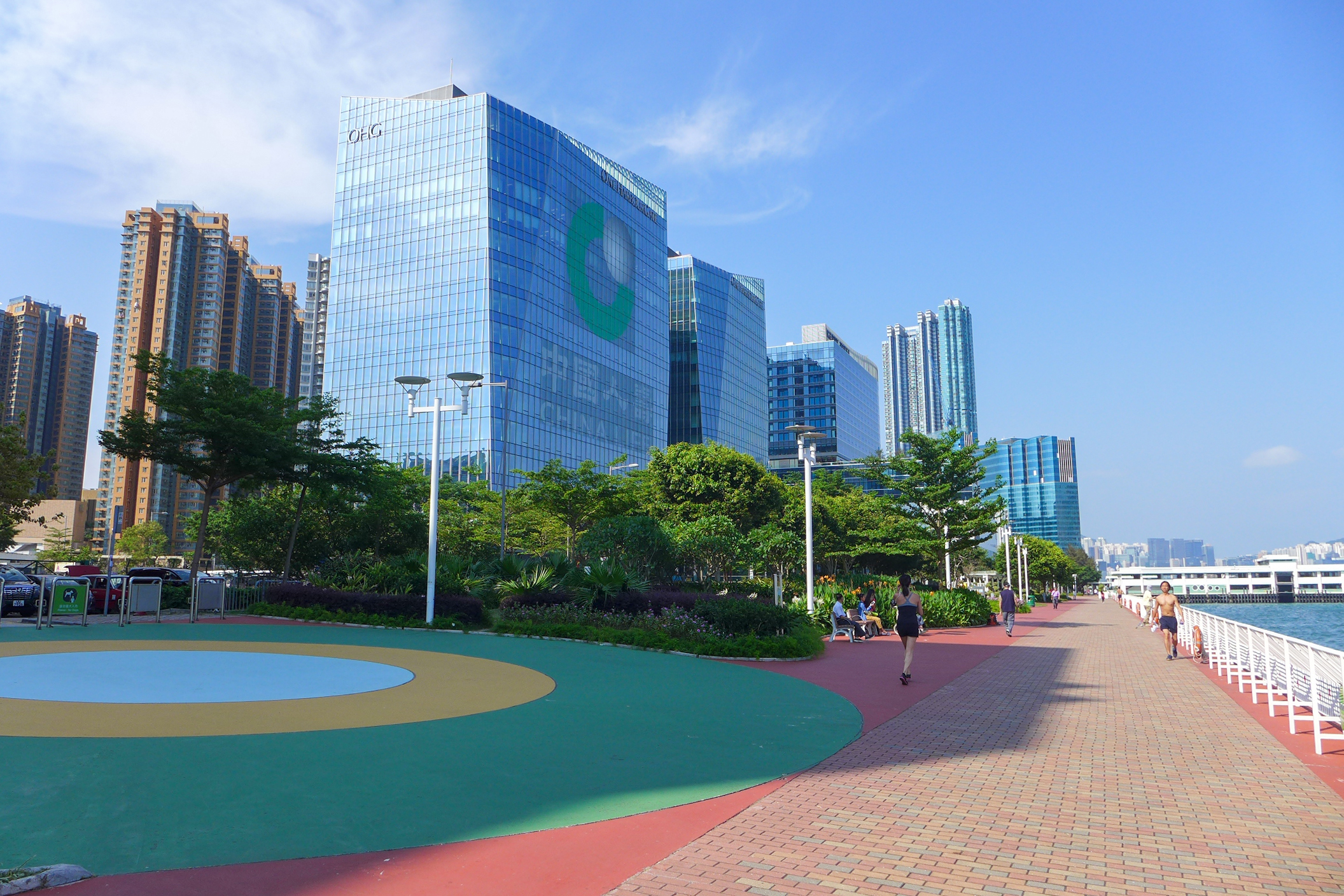
紅磡海濱長堤
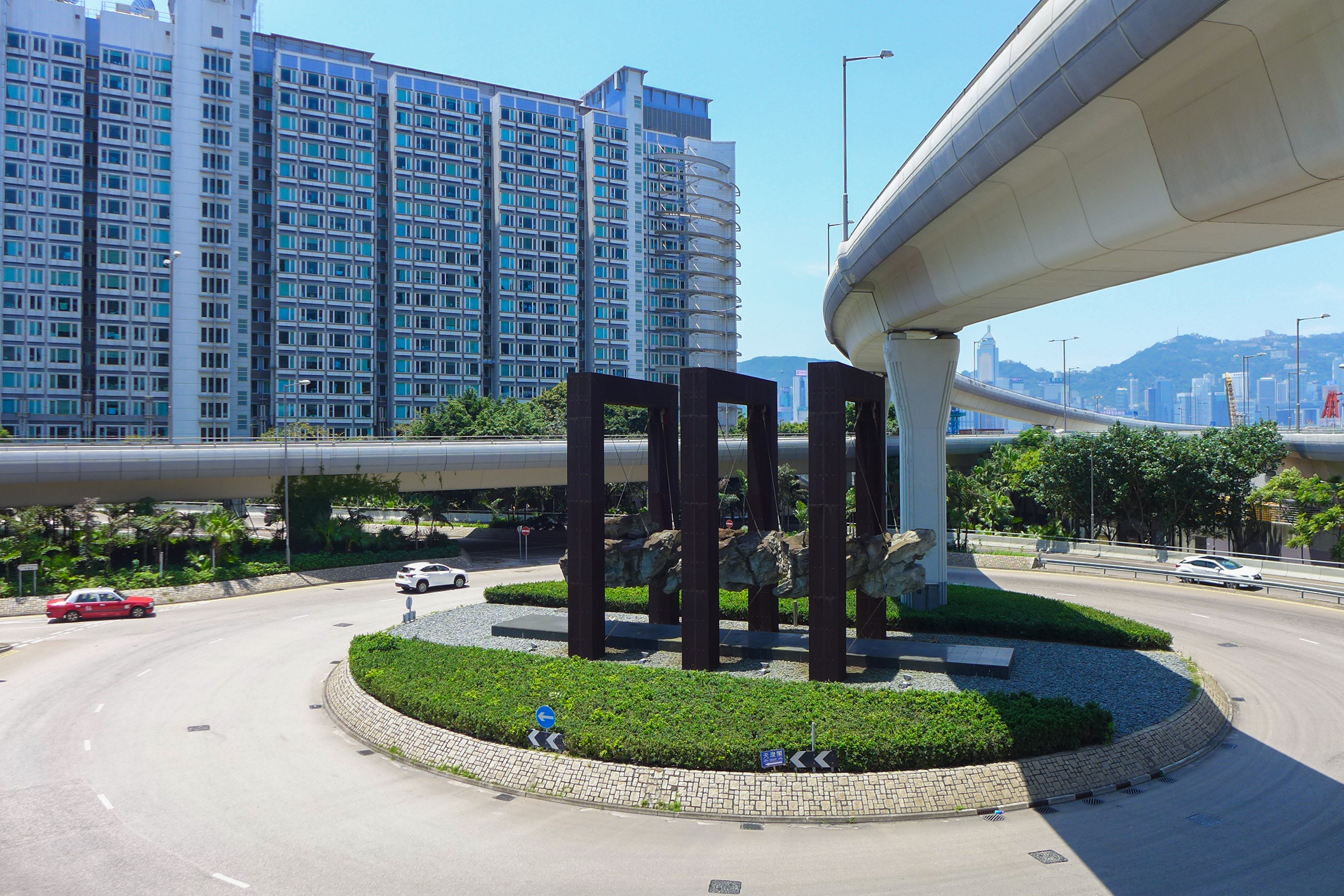
紅鸞道迴旋處

- 紅磡海濱花園
- 尖沙咀海濱花園（延伸部分）

- 紅磡海濱花園
- 紅鸞道迴旋處

## 交通

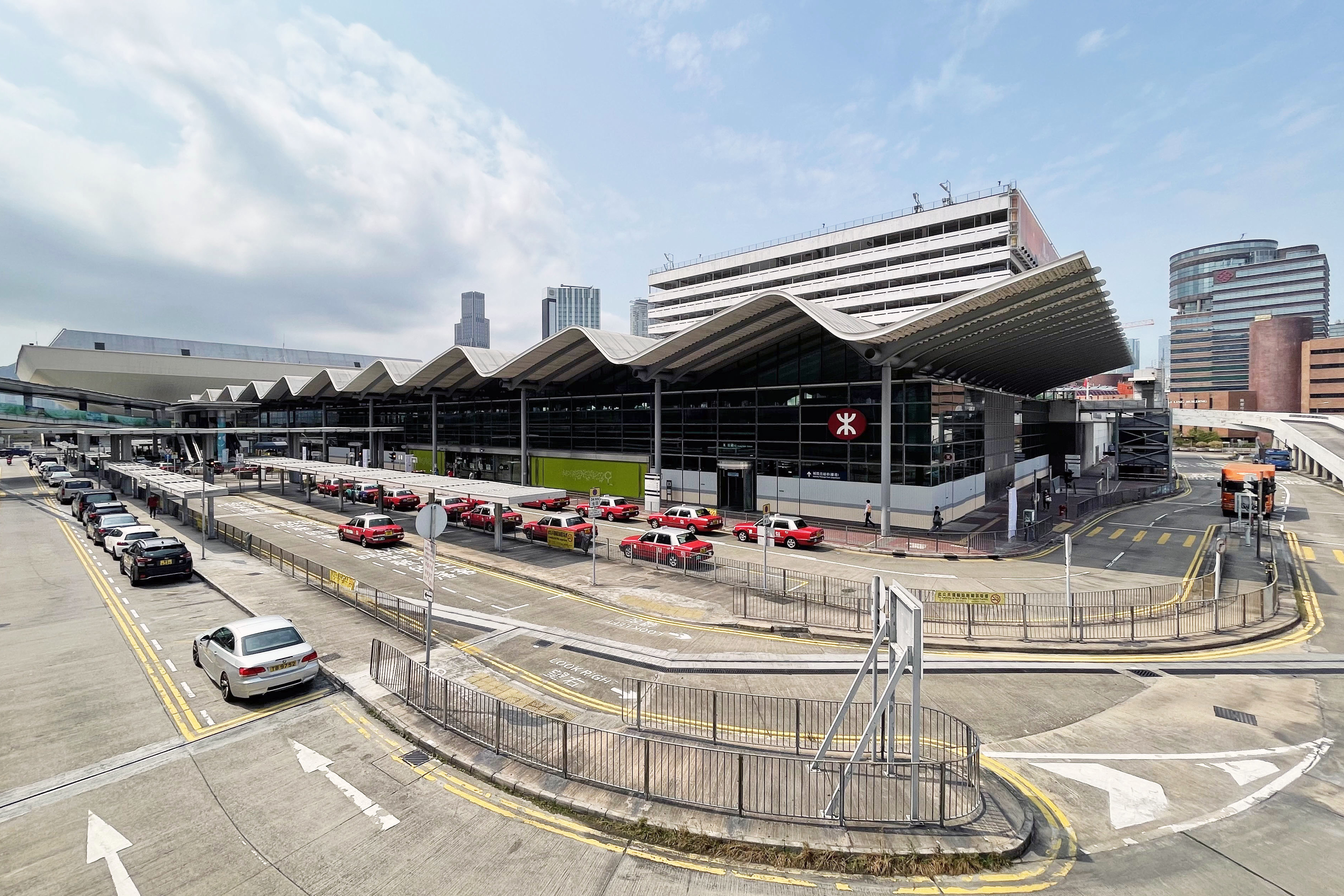
港鐵紅磡站

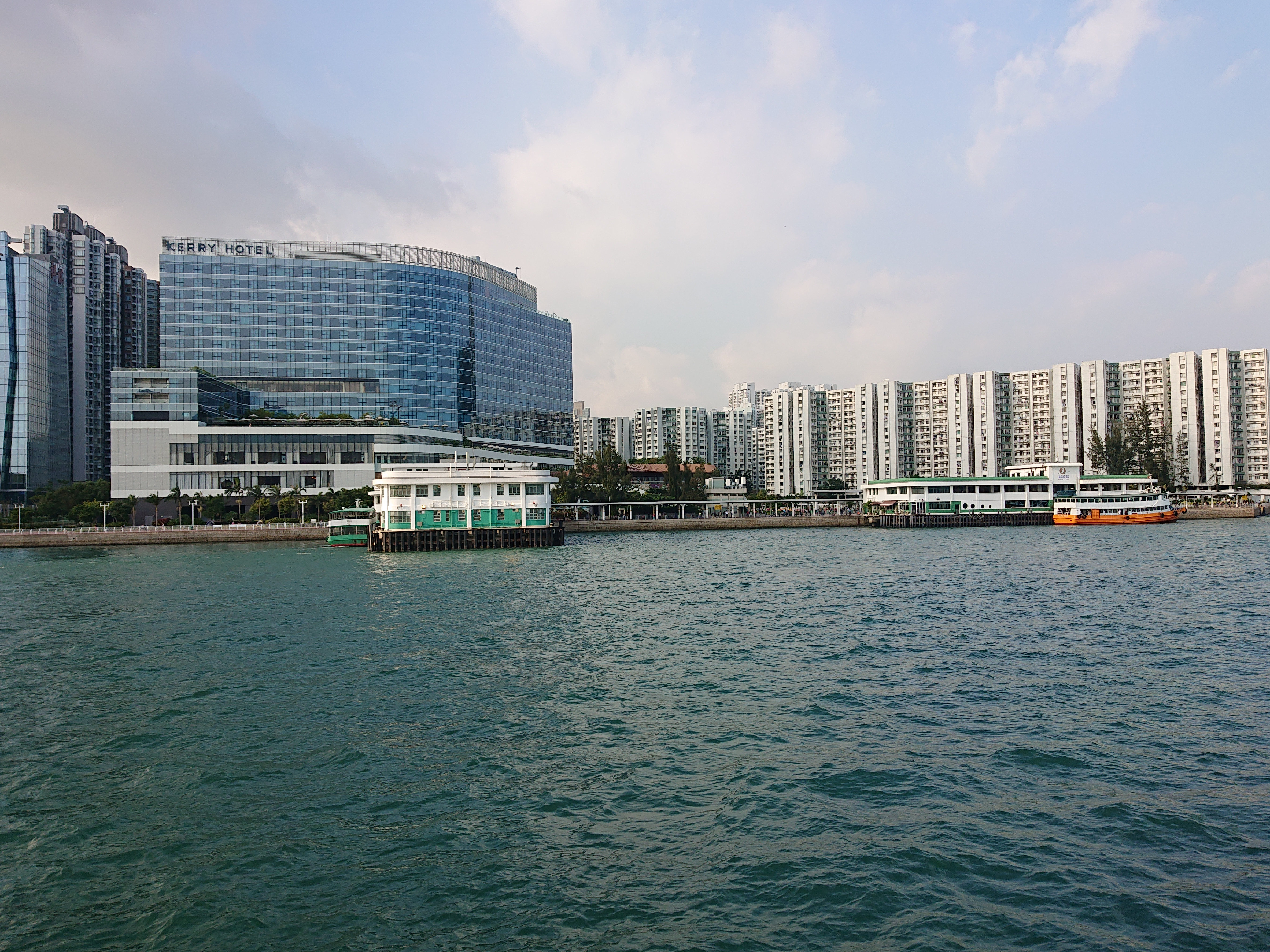
紅磡碼頭

### 文娛康樂設施

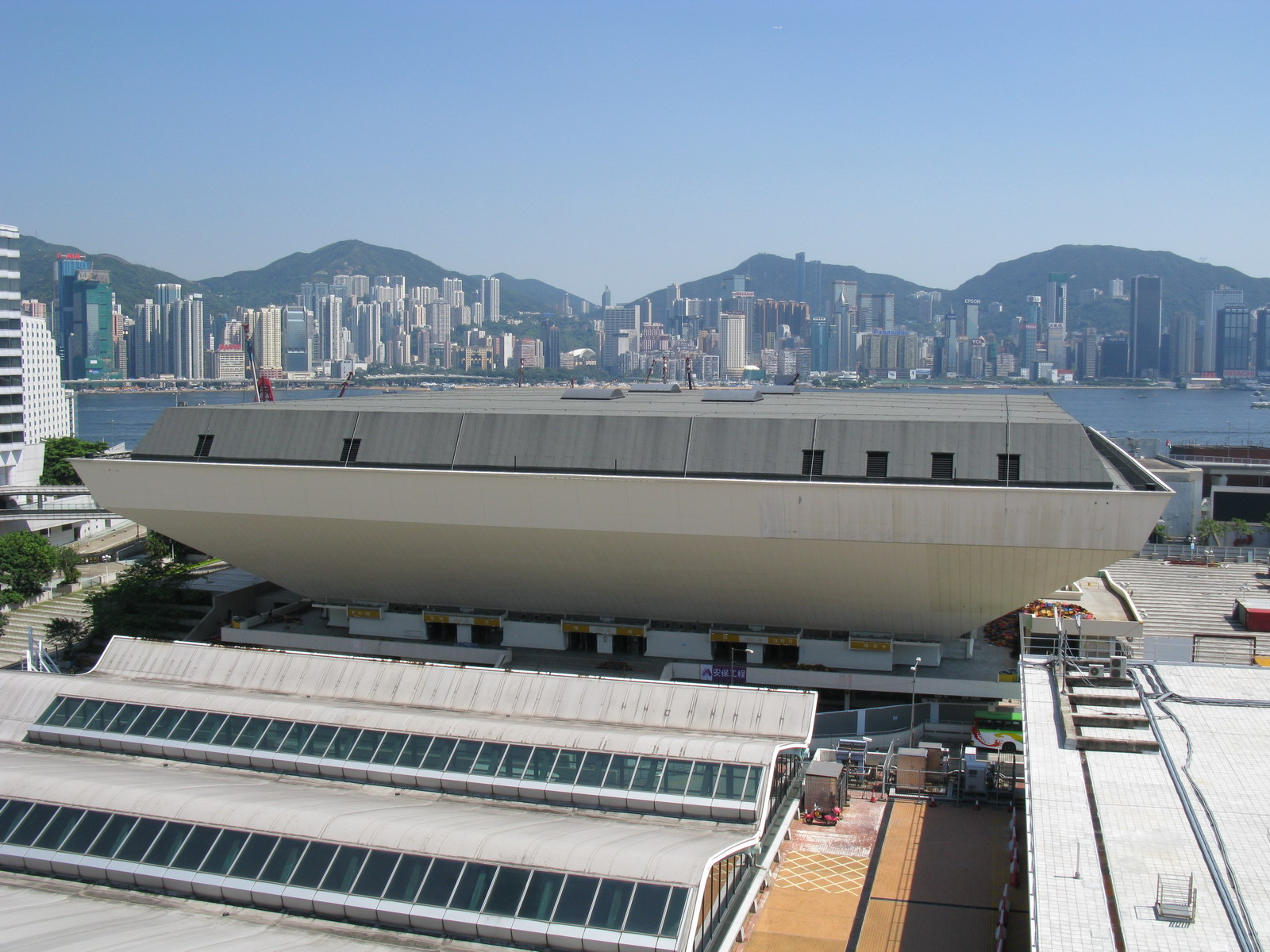
香港體育館

- 香港體育館

## 區議會議席分佈
紅磡灣橫跨九龍城區及油尖旺區，中間以紅樂道為界。
| 選區         | 屬於紅磡灣的部分                       |
| ------------ | -------------------------------------- |
| 黃埔東       | 海名軒                                 |
| 黃埔西       | 海濱南岸、維港·星岸                    |
| 紅磡灣       | 半島豪庭、海韻軒、海灣軒               |
| 尖東及京士柏 | 香港體育館、理工大學、紅磡站、置富都會 |

## 外部連結
- 维基共享资源上的相關多媒體資源：紅磡灣